# 아르헨티나 항공의 운항 노선
아르헨티나 항공은 다음과 같은 노선을 운항하고 있다.(2019년 10월 기준)

## 운항 노선

### 유럽
- 이탈리아
  - 로마 - 레오나르도 다 빈치 국제공항
- 스페인
  - 마드리드 - 마드리드 바라하스 국제공항

### 아메리카

#### 북아메리카
- 미국
  - 마이애미 - 마이애미 국제공항
- 멕시코
  - 캉쿤 - 캉쿤 국제공항

#### 남아메리카
- 볼리비아
  - 산타크루스데라시에라 - 비루비루 국제공항
- 브라질
  - 리우데자네이루 - 리우데자네이루 갈레앙 국제공항
  - 상파울루 - 상파울루 구아룰류스 국제공항
  - 사우바도르 - 데푸타도 루이스 에두아르두 마젤란 국제공항
  - 쿠리티바 - 아폰수 페나 국제공항
  - 포르투세구루 - 포르투세구루 공항 계절편
  - 포르투알레그레 - 살가도 필류 국제공항
  - 플로리아노폴리스 - 에르씰리오 루즈 국제공항 계절편
- 아르헨티나
  - 부에노스 아이레스 - 미니스토로 피스타리니 국제공항 국제선 허브
  - 부에노스 아이레스 - 아에로파르케 호르헤뉴베리 국내선 및 지역 허브
  - 네우켄 - 프리젠트 페론 국제공항
  - 레시스텐시아 - 레시스텐시아 국제공항
  - 로사리오 - 로사리오 이스라스 말비나스 국제공항
  - 리오가예고스 - 필리토 클리빌 N. 프란드즈 국제공항
  - 리오그란데 - 헤르메스 퀸자다 국제공항
  - 마르델플라타 - 아스토르 피아소야 국제공항
  - 멘도사 - 고바노르 프란시스코 가브리엘리 국제공항
  - 산미겔데투쿠만 - 테니티드 헤네럴 벤자민 마티즈 국제공항
  - 산카를로스데바릴로체 - 테니티드 루스 카델리아 국제공항
  - 엘칼라파테 - 코만단트 아마도 토리아 국제공항
  - 우수아이아 - 마르비안 아르겐티나 국제공항
  - 이과수 - 카라타라타스 델 이과수 국제공항
  - 카타마르카 - 코로넬 필리페 바리아 국제공항
  - 코모도로리바다비아 - 헤네랄 엔리케 모소르니 국제공항
  - 코르도바 - 인헤니에로 아에로나르띠꼬 엠브로시오 L.V. 타라벨라 국제공항 포커스 시티
  - 코리엔테스 - 닥터 페르난도 피라게인 리브리오 국제공항
  - 포르모사 - 포르모사 국제공항
  - 후후이 - 고비나도르 호라치오 구스만 국제공항
  - 라리오하 - 케피탄 비켄트 아만도스 엘모나치드 공항
  - 마라그루 - 코모도로 D. 리처드 솔로몬 공항 계절편
  - 바이아블랑카 - 코마단테 에스포라 공항
  - 비에드마 - 고비나도르 엘가도 카스텔로 공항
  - 산라파엘 - 산 라파엘 공항
  - 산루이스 - 브리거디어 메이어 세자르 라울 오제다 공항
  - 산타페 - 산크비조 공항
  - 산티아고델에스테로 - 비스코모도로 엔젤 드 라 파스 아르곤 공항
  - 산후안데라크루스 - 도미고 파스티노 산미티오 공항
  - 살타 - 마르틴 미구엘 드 굴리모스 공항
  - 에스껠 - 에스껠 공항
  - 트렐레우 - 알미라테 마르코스 A. 자르 공항
  - 포사다스 - 헤네럴 호세 델 산 마르틴 공항
- 우루과이
  - 몬테비데오 - 카라사코 국제공항
  - 푼타델에스테 - 캐피탄 코르비타 CA 크루비오 국제공항 계절편
- 칠레
  - 산티아고 - 코모도로 아르투로 메리노 베니테스 국제공항
- 콜롬비아
  - 보고타 - 엘도라도 국제공항
- 파라과이
  - 아순시온 - 실비오 페티로시 국제공항
- 페루
  - 리마 - 호르헤차베스 국제공항

#### 카리브해
- 쿠바
  - 아바나 - 호세 마르티 국제공항 (푼타카나 경유)
- 도미니카 공화국
  - 푼타카나 - 푼타카나 국제공항

## 과거 취항지

### 아시아

#### 동아시아
- 홍콩
  - 홍콩 - 홍콩 카이탁 국제공항

### 아프리카

#### 서아프리카
- 세네갈
  - 다카르 - 레오폴 세다르 상고르 국제공항

#### 남아프리카
- 남아프리카 공화국
  - 케이프타운 - 케이프타운 국제공항
  - 요하네스버그 - OR 탐보 국제공항

### 유럽

#### 서유럽
- 영국
  - 런던 - 런던 히드로 국제공항
- 프랑스
  - 파리 - 파리 샤를 드 골 국제공항
  - 뮐루즈 - 유로 에어포트
- 독일
  - 베를린 - 베를린 테겔 국제공항
  - 뮌헨 - 뮌헨 국제공항
  - 프랑크푸르트 - 프랑크푸르트 국제공항
  - 프라이부르크 - 유로 에어포트
- 네덜란드
  - 암스테르담 - 암스테르담 스키폴 국제공항

#### 중유럽
- 스위스
  - 취리히 - 취리히 국제공항
  - 바젤 - 유로 에어포트

#### 남유럽
- 스페인
  - 산티아고데콤포스텔라 - 산티아고데콤포스텔라 공항
- 포르투갈
  - 리스본 - 리스본 포르텔라 국제공항

### 아메리카

#### 북아메리카
- 미국
  - 뉴욕 - 존 F. 케네디 국제공항
  - 로스앤젤레스 - 로스앤젤레스 국제공항
  - 올랜도 - 올랜도 국제공항
- 캐나다
  - 몬트리올 - 몬트리올 미라벨 국제공항
  - 토론토 - 토론토 피어슨 국제공항
- 멕시코
  - 멕시코시티 - 멕시코시티 국제공항
- 파나마
  - 파나마 시티 - 토쿠멘 국제공항

#### 남아메리카
- 볼리비아
  - 라파즈 - 엘알토 국제공항
  - 코차밤바 - 호르헤 윌스테르만 국제공항
  - 야쿠이바 - 야쿠이바 공항
- 브라질
  - 브라질리아 - 브라질리아 국제공항
  - 헤시피 - 헤시피 구아라라피스 지우베르투 프레이르 국제공항
  - 나타우 - 아우구스투 세베루 공항
- 아르헨티나
  - 라고 아르헨티노 - 라고 아르헨티노 공항
  - 라 쿰브레 - 라 쿰브레 공항
  - 리오투르비오 - 리오투르비오 공항
  - 몬테 카세로스 - 몬테 카세로스 공항
  - 산타 크루즈 - 푸에르토 산타 크루즈 공항
  - 산 훌리안 - 산 훌리안 공항
  - 산라몬데라누에바오란 - 오란 공항
  - 제너럴 로카 - 아르투로 움베르토 일리아 공항
  - 콩코르디아 - 콩코르디아 공항
  - 페리토모레노 - 페리토모레노 공항
  - 푸에르토데세아도 - 푸에르토데세아도 공항
  - 푸에르토마르딘 - 엘 테웰체 공항
  - 프렌지덴시아 로케 사엔스 페냐 - 프렌지덴시아 로케 사엔스 페냐 공항
- 에콰도르
  - 과야킬 - 호세 호아킨데 올메도 국제공항
- 칠레
  - 산티아고 - 로스 셀리오스 공항
  - 안토파가스타 - 세로 모레노 국제공항
  - 푼타 아레나스 - 프레시덴테 카를로스 이바녜스 델 캄포 국제공항

#### 카리브해
- 트리니다드 토바고
  - 포트오브스페인 - 피라코 국제공항
- 쿠바
  - 하바나 - 호세 마르티 국제공항

### 오세아니아
- 오스트레일리아
  - 시드니 - 시드니 킹스포드 스미스 국제공항
  - 멜버른 - 멜버른 공항
- 뉴질랜드
  - 오클랜드 - 오클랜드 국제공항